# Замок Гріпсгольм
Гріпсгольм (швед. Gripsholm) — уславлений у шведській історії замок, розташований на одному з островів озера Меларен, біля невеличкого міста Марієфреда (швед. Mariefred), відомого завдяки своїй старовинній вузькоколійній залізниці, за 60 кілометрів на північний-захід від Стокгольма. У замку розміщується Національна портретна галерея Швеції.

## Створення замку
Свою назву замок одержав від імені Бо Йонссона Гріпа (швед. Bo Jonsson Grip) — шведського канцлера, який в 1380 році заснував перший замок у Марієфреді, будівництво якого тривало до 1383 року.
Бо Йонссон Гріп, представник найдавнішої у Швеції аристократичної сім'ї, перебував на службі короля Магнуса Еріксона і був дуже впливовою людиною в Швеції, оскільки король постійно брав у нього гроші в борг. Коли ж приходив час повертати борги, король розплачувався землею. Так Бо Йонссон Гріп отримав більше половини земель Швеції. Після вдало проведеного палацового перевороту, за підтримки всесильного канцлера, на шведський престол зійшов новий король, Альбрект Макленбурзький. При ньому могутність і багатство землевласника набрали небаченого розмаху. Під його владою перебували багато замків з землями: Фінляндія, Норрланд, палац у Стокгольмі, замок Нюкепінг, палаци Стегеборг, Стегехольм і Кальмар, частина Вестерготланда і Бергслагена. У 1386 році Бо Йонссон Гріп помер, а війна за його спадщину серед шведської знаті тривала три роки.
Ці чвари не торкнулися Гріпсгольма. У 1386 році замок спорожнів і почав поступово руйнуватися. Представник найдавнішої шведської аристократичної сім'ї, Стен Стуре Старший викупив Гріпсгольм у скарбниці в 1472 році. Пізніше він передав замок в дар картезіанским ченцям, які через три роки заснували в Гріпсгольмі обитель Святої Марії. Однак довго вона не простояла…

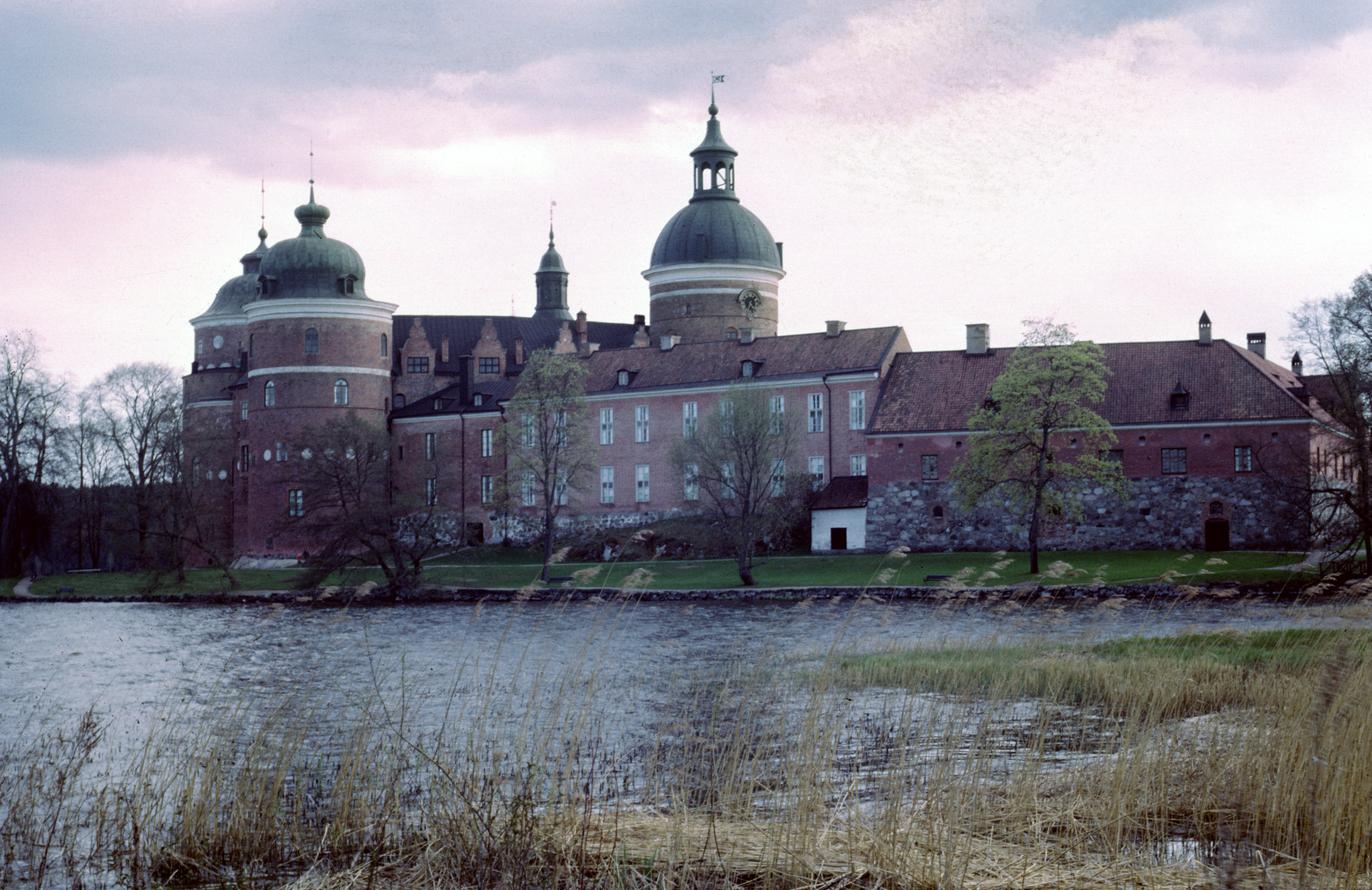
Замок 1965 року.

## Відбудова замку
6 червня 1523 року Густав I Ваза був обраний королем Швеції. Густав I прийшов до влади після кривавої визвольної війни проти датчан на чолі з королем Крістіаном II. Новому правителю дісталася майже порожня державна скарбниця і треба було терміново шукати способи її поповнення. Одним із джерел поповнення скарбниці могла стати сильна і багата Католицька церква Швеції. Густав Ваза, щоб отримати доступ до церковних накопичень, вирішив реформувати церкву, ставши її очолювати. Католицизм був заборонений, монастирі закриті. Так Картезіанський монастир в Марієфреді опинився в руках держави. На руїнах Гріпсгольму почалося будівництво нового замку.
Його будували десять років (з 1537) під керівництвом архітектора Генріка фон Коліна. Фортеця мала стати частиною оборонних споруд Швеції проти Данії, і в чотирьох круглих баштах встановили знаряддя для захисту її самої та гавані. У замку король зберігав свою колекцію живопису, пізніше перевезену до Королівського палацу у Стокгольмі, яка в 1886 році стала основою для майбутнього Національного музею Швеції.
Всупереч очікуванням, для захисних цілей замок не використовувався, а став місцем ув'язнення.
Ерік XIV, який став королем після смерті батька Густава I, дізнався, що його молодший брат Йохан готує проти нього змову. Після взяття замку Або, Йохан і його дружина Катаріна Ягеллонка були ув'язнені Еріком XIV в Гріпсгольм на 5 років. У в'язниці Катаріна Ягеллоніка народила сина Сигізмунда — майбутнього короля Польщі і Швеції. Після виходу з в'язниці і в результаті вдалого перевороту Йохан все ж зійшов на престол, а Еріка XIV ув'язнили в замку Або, а пізніше в замку Орбюхус, де він і помер 26 лютого 1577 року. Боротьба за трон на цьому не закінчилася. Четвертий, молодший син Густава Вази, відомий як герцог Карл, захопив трон і став королем Карлом IX. Він збільшив у замку вікна і навіть провів свого роду центральне опалення.

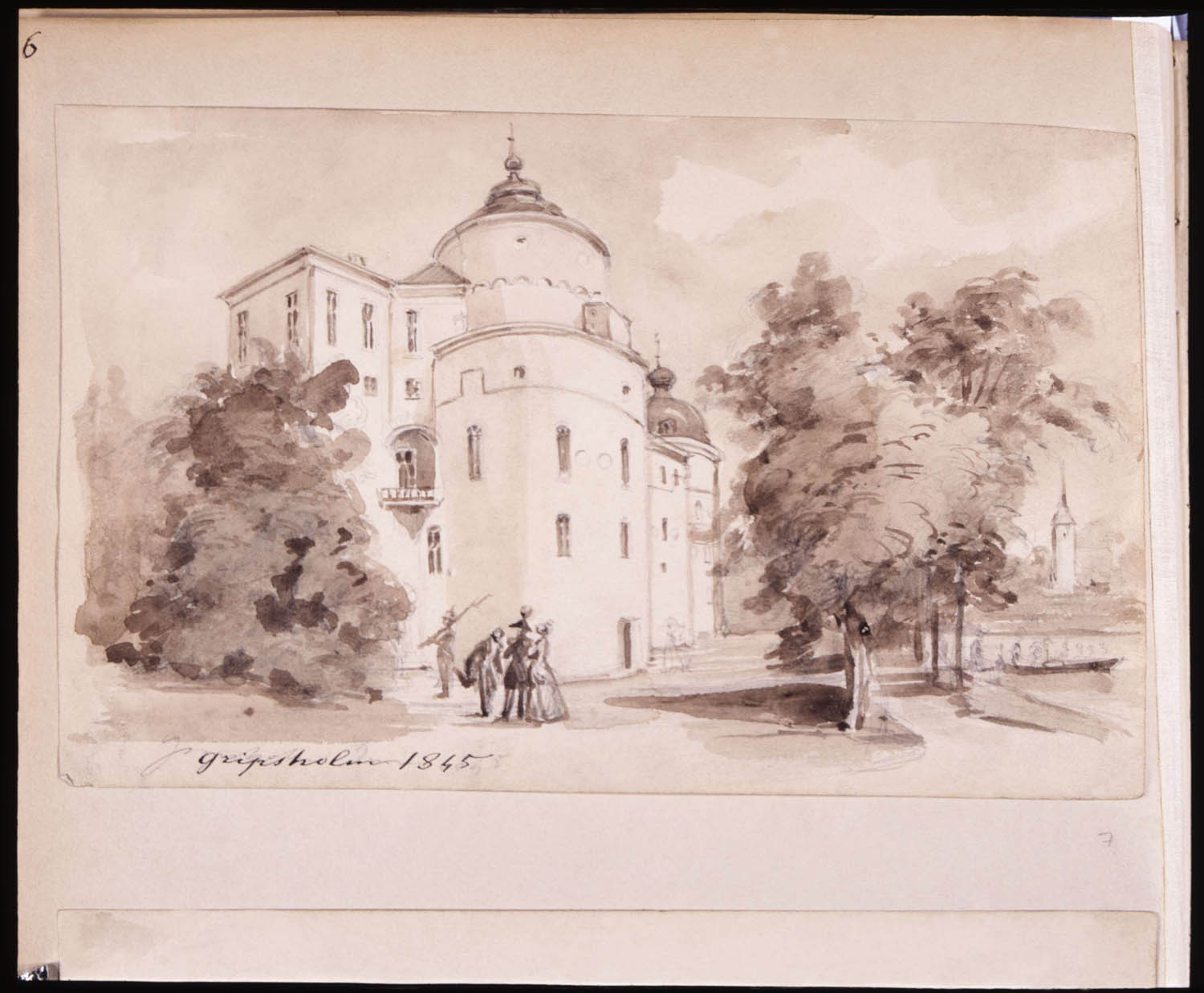
Замок в 1845 році.

## Розвиток замку
Поруч із замком Гріпсгольм почало роззростатися село, в 1605 році отримало статус міста і свою назву — Марієфред. Тоді в замку ще не було готелю, і городяни забезпечували провізією і житлом гостей короля і його свиту. Ці послуги розглядалися як форма податку. Шведські королі часто відвідували Гріпсгольм, тому у 1609 році почалися протести, і податок відмінили.
Пізніше Гріпсгольм не раз ставав притулком шведських королев.
Практично все XVIII ст., з 1715 по 1744 рік, замок використовувався як в'язниця. З 1744 року в замку ненадовго оселилася прусська принцеса Ловіс Ульріка, яка після весілля зі шведським спадкоємцем Адольфом Фредріком переїжджає в палац Дроттнінгхольм. У замку Гріпсгольм пізніше живе їхній син, принц Густав, майбутній король Густав III.
Він, один з найблискучіших королів XVIII ст., перетворив старовинну фортецю в блискучий класичний палац. В одній з башт замку в 1792 році був побудований театр, який став домашнім театром королівської сім'ї, де ролі в п'єсах виконували придворні і сам король. Для Густава III в замку створили Круглу вітальню. У ній висять портрети Густава III і його сучасників — монархів.
Останнім шведським королем, який жив у Гріпсгольмі (до 1856 р.), став Карл XV. У 1890-х була утворена «Асоціація Гріпсгольм» під патронажем короля Оскара II. Ця асоціація провела у замку необхідні реставрації. Нині замок є королівською резиденцією, але його зали відкриті для відвідувачів. Замок Гріпсгольм виділяється серед подібних палаців Європи тим, що в ньому не стерлися сліди жодної з пережитих ним чотирьох епох: збереглися інтер'єри ренесансу, оздоблення XVII століття, залишився один з найкращих театрів і деякі зали від епохи Густава III, безліч портретів (один з яких підписаний як "Іван Мазепа"); є й кімнати, що були перероблені вже в XIX ст.